# Ghujerab-Berge
Die Ghujerab-Berge bilden eine Gebirgsgruppe des Karakorum, die sich fast vollständig im pakistanischen Sonderterritorium Gilgit-Baltistan befindet. Lediglich ein kleiner Teil der Ghujerab-Berge östlich des Kunjirap-Passes befindet sich im autonomen Gebiet Xinjiang der Volksrepublik China.
Die Ghujerab-Berge bilden einen Teil des nördlichen „Kleinen Karakorums“. Die Ghujerab-Berge werden vom Tal des namensgebenden Flusses Ghujerab, einen linken Nebenfluss des Kunjirap, in einen südlichen und in einen nördlichen Teil gegliedert. Der 6977 m hohe Karun Koh, die höchste Erhebung der Ghujerab-Berge, befindet sich in der südlichen Bergkette. Der 6483 m hohe Chapchingal Sar ist der höchste Gipfel im nördlichen Bergkamm. Die Gebirgsgruppe wird im Norden und Westen vom Flusstal des Kunjirap begrenzt. Im Süden trennt das Flusstal des Shimshal die Ghujerab-Berge vom Hispar Muztagh. Der Braldugletscher bildet die östliche Abgrenzung der Gebirgsgruppe. Den südwestlichen Abschluss der Ghujerab-Berge bildet der Tupopdan.